# Ischorische Sprache

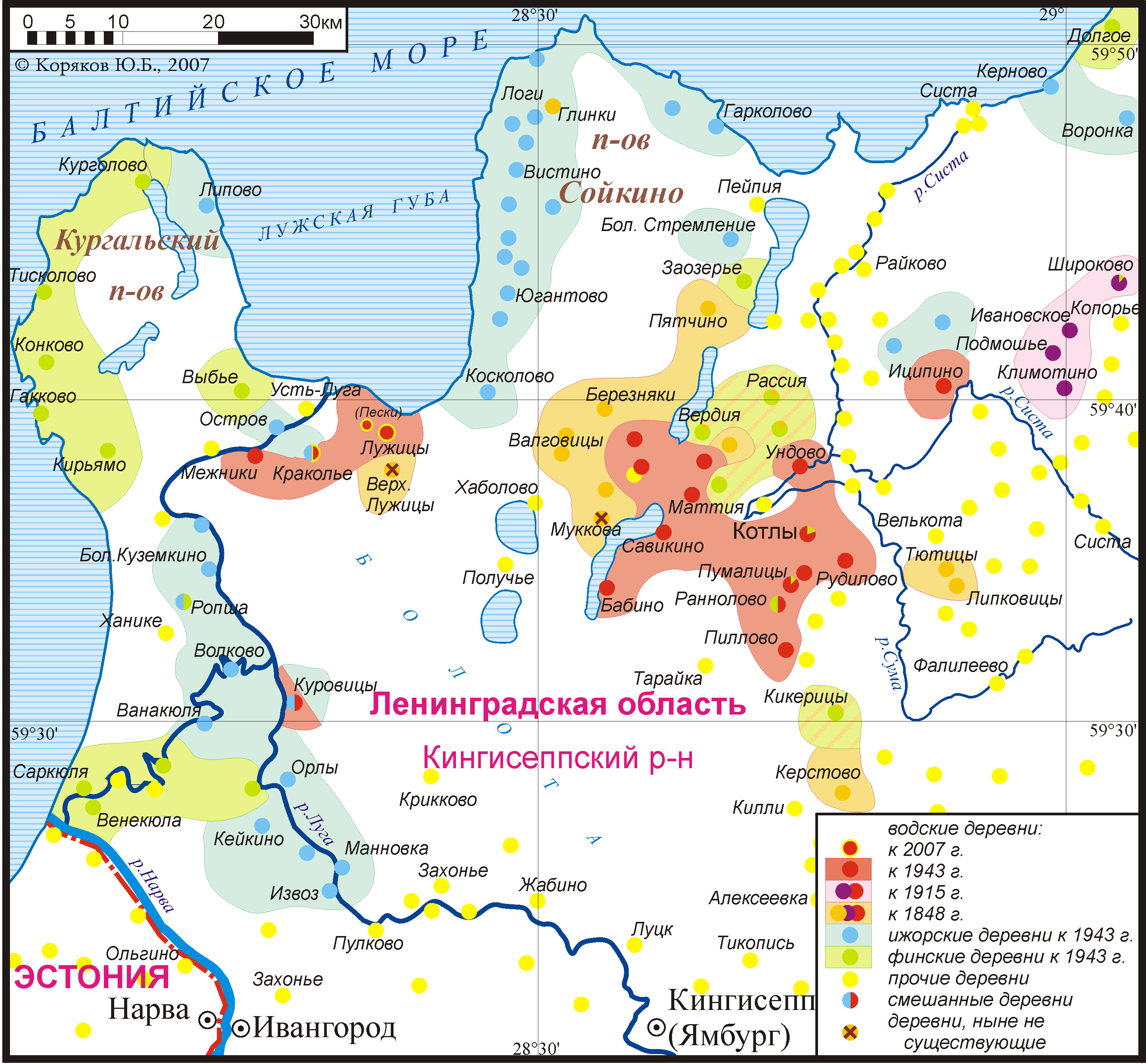
Dörfer mit ischorischsprachiger Bevölkerung 1943 (blau), neben finnischen (grün) und wotischen Dörfern (rot, vorher auch violett und dunkelgelb) in der Oblast Leningrad, Kingiseppski Rajon. Karte des Linguarium-Projektes der Lomonossow-Universität (russisch).

Ischorisch (auch: Ishorisch; ižoran keeli), nach dem geografischen Gebiet Ingermanland auch Ingermanisch oder Ingrisch, ist eine stark gefährdete Sprache aus der finno-ugrischen Sprachfamilie.
Im Jahre 1989 gab es noch 302 Personen, die das Ischorische als Muttersprache beherrschten. Die Sprecher gehören dem kleinen Volk der Ischoren (Ingrier) an, das in der Oblast Leningrad westlich von Sankt Petersburg lebt. Eine kurzlebige Schriftsprache bestand in den 1930er Jahren, die aber durch die damalige Sowjetunion nicht unterstützt wurde. Am nächsten ist Ischorisch mit dem Finnischen und dem Karelischen verwandt.

## Ingrisch oder Ischorisch
Die häufig verwendete Bezeichnung ingrische Sprache kann irreführend sein, weil mitunter auch die als Ingermanländer bezeichneten protestantischen Finnen Russlands als Ingrier bezeichnet werden; sie sprechen jedoch Finnisch oder Russisch.